# Violetta: La musica è il mio mondo
Violetta: La musica è il mio mondo è il secondo album tratto dalla telenovela argentina Violetta, pubblicato nel 2012 in Argentina.

## Produzione
L'album è stato registrato durante le riprese della prima stagione della serie. È stato pubblicato il 29 novembre 2012 in Argentina con il titolo "Cantar es lo que soy" contenente un CD con dieci tracce e un DVD con versione karaoke e non strumentali delle canzoni.
In Italia è stato pubblicato il 18 marzo 2013. Nella prima settimana dalla pubblicazione in questo paese ha raggiunto la prima posizione in classifica. L'album ha vinto tre dischi di platino in Argentina, disco di platino in Uruguay, oro in Venezuela, Colombia e Cile. L'album ha avuto maggior successo del primo.

## Tracce

### Edizione America Latina
CD
1. Martina Stoessel e il cast – Ser mejor – 3:25
2. Martina Stoessel e College 11 – En mi mundo – 3:35 (Sebastian Mellino, Pablo Correa, Ezequiel Bauza)
3. Jorge Blanco, Nicolás Garnier, Samuel Nascimento, Rodrigo Velilla e Facundo Gambandé – Tu foto de verano – 2:49
4. Martina Stoessel e Rock Bones – Mi perdiciòn – 3:21
5. Jorge Blanco e Pablo Espinosa – Te esperaré – 3:02
6. Pablo Espinosa – Verte de lejos – 2:44
7. Jorge Blanco, Nicolás Garnier, Samuel Nascimento, Rodrigo Velilla e Facundo Gambandé – Cuando me voy – 2:55
8. Mercedes Lambre e Facundo Gambandé – Ahì estaré – 3:13
9. Martina Stoessel e Jorge Blanco – Podemos – 3:21
10. Cast – Tienes el talento – 2:06

Durata totale: 30:31
DVD
1. Martina Stoessel – En mi mundo – 3:31 (Sebastian Mellino, Pablo Correa, Ezequiel Bauza)
2. Mercedes Lambre, Facundo Gambandé, Lodovica Comello e Candelaria Molfese – Juntos Somos Más – 2:57 (Eduardo Frigerio, Claudio Yuste)
3. Martina Stoessel – Te Creo – 3:58 (Eduardo Frigerio, Claudio Yuste)
4. Pablo Espinosa – Entre Tú y Yo – 3:24 (Eduardo Frigerio, Claudio Yuste)
5. Jorge Blanco – Voy Por Ti – 2:28 (Sebastian Mellino, Pablo Correa, Ezequiel Bauza)
6. Martina Stoessel – Habla Si Puedes – 3:24 (Sebastian Mellino, Pablo Correa, Ezequiel Bauza)
7. Martina Stoessel e Pablo Espinosa – Tienes Todo – 3:44 (Sebastian Mellino, Pablo Correa, Ezequiel Bauza)
8. Facundo Gambandé, Jorge Blanco, Nicolás Garnier, Rodrigo Velilla e Samuel Nascimiento – Are You Ready For The Ride? – 2:53 (Sebastian Mellino, Pablo Correa, Ezequiel Bauza)
9. Lodovica Comello e Martina Stoessel – Junto A Ti – 2:42 (Sebastian Mellino, Pablo Correa, Ezequiel Bauza)

Durata totale: 29:01

### Edizione Italia
CD
1. Martina Stoessel – Nel mio mondo – 3:30 (testo: Lorena Brancucci, Sebastian Mellino, Pablo Correa, Ezequiel Bauza)

DVD
1. Martina Stoessel – Nel mio mondo – 3:35 (testo: Lorena Brancucci, Sebastian Mellino, Pablo Correa, Ezequiel Bauza) – con videoclip